# Parafia św. Jakuba Większego w Sobiałkowie
Parafia pw. św. Jakuba Większego Apostoła w Sobiałkowie – parafia rzymskokatolicka przynależąca do dekanatu rawickiego archidiecezji poznańskiej. Erygowana w 1868 roku, wydzielona z parafii w Miejskiej Górce. Kościół parafialny zbudowany w II poł. XVII wieku.

## Terytorium
Sobiałkowo